# Zion Williamson
Zion Williamson (* 6. července 2000, Salisbury, USA) je americký basketbalista. V červnu 2019 byl draftován týmem NBA New Orleans Pelicans.
Od roku 2018 hrál za basketbalový tým Duke University, sídlící v Durhamu v Severní Karolíně. V únoru 2019 si Williamson v zápase proti týmu University of North Carolina podvrtl koleno poté, co se mu rozpadla bota zn. Nike. Akcie firmy se poté propadly o téměř dvě procenta, přibližně o miliardu a půl dolarů.